# Université Internationale Cheick Modibo Diarra
L'Université internationale Cheick Modibo Diarra est une université privée d'Afrique de l'ouest située dans la ville de Conakry. 
Son nom rend hommage à Cheick Modibo Diarra, astrophysicien et homme d'État malien.

## Historique et Missions
Dotée de la personnalité morale et de l'autonomie financière, l'Université Internationale Cheick Modibo Diarra a été créée en août 2007 avec pour missions de :
- offrir un enseignement supérieur
- formation supérieure générale et professionnalisée ;
- promouvoir la recherche scientifique ;
- promouvoir les nouvelles Technologies de l'information et de la communication.

## Présidents
- Mamadou Saliou Kaltamba

## Organisation
L'Université Internationale Cheick Modibo Diarra est composée des facultés :
- Département des Sciences Economiques et de Gestion
- Département de Droit (Sciences Juridiques et Politiques)
- Département Informatique et NTIC
- Département Journalisme & Communication
- Département de Langue
- Département des Sciences Sociales
- Département des Sciences Appliquées et Techniques
- Département des Sciences Politique
- Département de Management Sportif et Culturel
- Institut de formation professionnelle

- Master et DESS[2]